# بايرون فنسنت
بايرون فنسنت (بالإنجليزية: Byron Vincent)‏ هو كاتب بريطاني، ولد في 26 فبراير 1975 في بولتن في المملكة المتحدة.